# Mohamadreza Ghoddousi
Mohamadreza Ghoddousi (Teheran, 1976), ook geschreven als Mohamad Reza Ghoddousi, is een Iraans architect.

## Biografie
Reza Ghoddousi studeerde architectuur aan de Shadid Beshesty-universiteit in Teheran tot 2001.In 2006 richtte hij het architectenbureau ZAV-architects op.

## Werken (selectie)
- Majara (2020)[2][3]

## Prijzen
- AR House
- Achtitizer A+
- 2014 - Memar
- 2017 - Memar
- 2019 - Dezeen[4]
- 2020 - Memar
- 2020 - Gouden Medaille (Tapei International Design Awards) voor Majara